# Panzerotto
Il panzerotto o panzarotto è una specialità gastronomica tipica delle regioni del Sud Italia, in particolare della Puglia, con riconoscimento PAT.
In alcune zone d'Italia il termine "panzerotto" è utilizzato con riferimento al calzone, anche se, nella sua versione più diffusa, è di maggiori dimensioni. 
Il panzerotto nasce dalla tradizione della cucina pugliese più povera, quando con la rimanenza della pasta del pane venivano cotte delle piccole mezzelune con ripieno di pezzi di formaggio e pomodori.
Si prepara con la stessa pasta della pizza e in base alla località assume differenti denominazioni: a Napoli, dove è anche molto diffuso, è chiamato semplicemente pizza fritta, mentre con il termine calzone si indica il calzone al forno; il nome panzerotto è invece utilizzato per indicare delle  grosse crocchette di patate. In Sicilia è conosciuto come calzone fritto o, specialmente nel messinese, come pitone.

## Storia
Il panzerotto nasce in Puglia probabilmente da un anonimo fornaio o da una ignota casalinga che trasformò un po' di impasto di pane avanzato in una piccola pizza, la riempì con pomodoro e mozzarella e la richiuse a mezzaluna. 

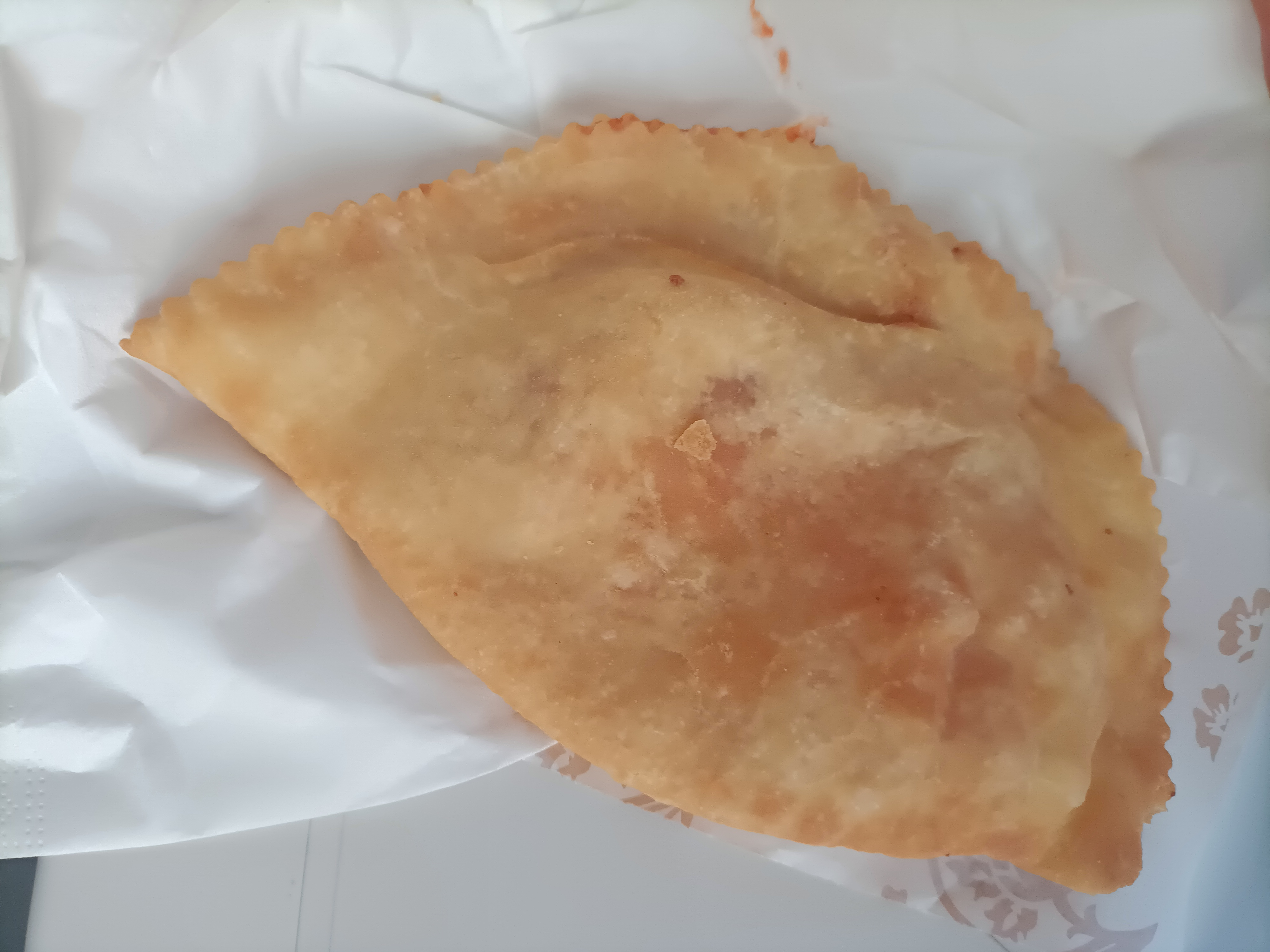
Panzerotto

La nascita del panzerotto rappresenta una storia tipica della cucina povera che caratterizza le tradizioni gastronomiche italiane, specialmente nel meridione. Anche il panzerotto, nonostante le origini umili, oggi è di moda anche per il suo consumo come cibo di strada. Apprezzato in tutta Italia, è proposto in molte varianti. L'impasto può essere preparato con diversi tipi di farina,
la tradizione vuole però che sia fatto con farina 0 e semola di grano duro, capaci di renderlo  dorato e croccante dopo la frittura.
Lungo le vie del Borgo antico di Bari è possibile assaporare il panzerotto, preparato seguendo l'antica ricetta cioè con l'uso di semola e un ripieno di mozzarella e sugo di pomodoro.
Nel territorio tarantino anch’esso è preparato come a Bari, seguendo l’antica ricetta con uso di semola e un ripieno di mozzarella e sugo di pomodoro. Tuttavia, oltre alla versione classica che è la più diffusa, è abbastanza diffusa la versione con il ripieno contenente prosciutto cotto o mortadella.

## Composizione
Il panzerotto, inteso come portata principale, è un vero e proprio piatto salato composto da un involucro di pasta da pizza, lavorato e reso simile a una mezzaluna, farcito al suo interno con mozzarella e pomodoro oppure con ricotta e pancetta, e successivamente fritto in olio di oliva o infornato.

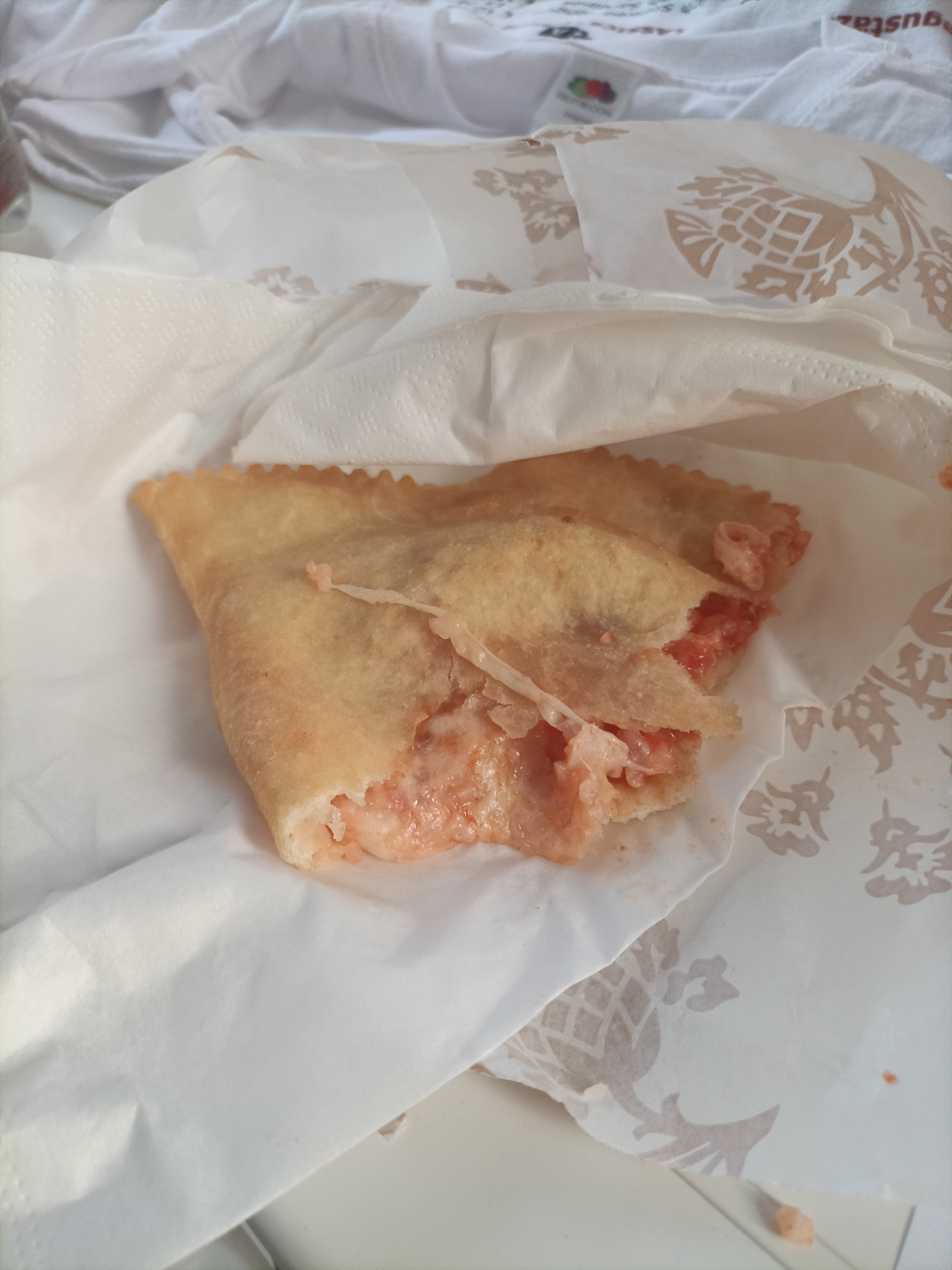
Il ripieno a base di pomodoro e mozzarella

Va precisato che bisogna distinguere il calzone dal panzerotto oltre che per il tipo di cottura e di impasto (il calzone si prepara con lo stesso impasto usato per fare il pane, quindi si sottopone a lievitazione ed è cotto in forno, mentre il panzerotto viene fritto in abbondante olio di semi) anche per le dimensioni; infatti un calzone è una vera e propria "pizza" da 33 cm di diametro richiusa a metà, mentre per il panzerotto viene usata la metà della dose di pasta che occorre per fare un calzone, ottenendo a cottura ultimata una sorta di raviolo di dimensioni medie. A Napoli, il calzone (quello classico), è inteso con ciccioli e ricotta.
Il panzerotto, inteso come fagotto di pasta ripieno di mozzarella e pomodoro (o tante altre varianti che prevedono carne tritata e mozzarella, cime di rapa, ricotta, provolone e mortadella) è originario della terra di Bari.

## Varianti
Nelle sue varianti dolci, che di solito si consumano durante le festività del Carnevale, il ripieno è composto da marmellata, ricotta o crema gianduia e composta di castagna di Montella, con copertura di zucchero a velo.
In questo caso si rivela ottima anche la pasta frolla in luogo della pasta di pane, più leggera. Si cuociono sia al forno sia fritti.
Come variante salata, invece, si può usare sempre un ripieno di ricotta pepata farcita di salumi tagliati a dadi.